# Spider-Man (серия игр Insomniac Games)
Marvel’s Spider-Man (в официальной русской локализации — «MARVEL Человек-паук») — серия компьютерных игр, созданная Insomniac Games в сотрудничестве с Marvel Games и издаваемая Sony Interactive Entertainment. Основана на комиксах издательства Marvel Comics про Человека-паука, Майлза Моралеса и других.
На момент 2023 года было выпущено три игры из серии Marvel’s Spider-Man, которые были встречены положительно критиками и игроками, а также обрели коммерческий успех. Были выпущены различные дополнительные романы от Titan Books и комиксы от Marvel Comics, расширяющие вселенную игр. Версия Человека-паука от Insomniac Games также появилась в комиксе «Паукогеддон» (2018), где игровая вселенная была обозначена как «Земля-1048» в мультивселенной Marvel.

## История

### Концепция и развитие
С 1998 года компьютерные игры с персонажами Marvel в основном разрабатывались и издавались Activision, в том числе игры про Человека-паука, однако, как размышлял вице-президент Marvel Games Джей Онг, условия сделки Marvel и Activision требовали более быстрой разработки игр, чтобы связать их с будущими фильмами по комиксам. Онг вспоминал о том, как «трудно было добиться успеха» в тех обстоятельствах, когда «не было достаточно времени, чтобы придумать что-то действительно потрясающее». Marvel Games была недовольна конечным результатом издателя и в 2014 году решила прекратить сотрудничество с Activision, как раз перед выпуском игры «The Amazing Spider-Man 2» по фильму Новый Человек-паук: Высокое напряжение. Во время встречи с руководителями Activision, они спросили Онга: «Что вы собираетесь делать с интеллектуальной собственностью после того, как получите её обратно?». Онг сказал «Найти для неё лучший дом», на что представитель Activision ответил «Удачи в поисках вашего единорога».
Основной целью Онга было найти партнёра-издателя с целью долгосрочного инвестирования, личным интересом, который выиграет от создания новой франшизы. В частности Marvel Games стремилась создать игровую франшизу вокруг одного из своих персонажей, которая могла бы конкурировать с серией игр «Batman: Arkham» от WB Games и Rocksteady Studios. Основными кандидатами были Microsoft Studios, Sony Interactive Entertainment и Nintendo. Microsoft отклонила предложение Marvel из-за желания сосредоточиться на создании собственной интеллектуальной собственности. В конце концов, Джей Онг встретился с Адамом Бойсом и Джоном Дрейком из Sony Interactive Entertainment, чтобы обсудить общее соглашение о разработке игры.
В конце концов Sony Interactive Entertainment подписала сделку, что побудило их вице-президента по разработке продуктов Конни Бут, посетить разработчиков из Insomniac Games. Команда разработчиков отнеслась к проекту с энтузиазмом, поскольку Marvel позволила выбрать любого из своих персонажей для адаптации и в итоге команда остановила свой выбор на Человеке-пауке.

## Игры серии
- Marvel’s Spider-Man (2018) — PlayStation 4, PlayStation 5, Windows
- Marvel’s Spider-Man: Miles Morales (2020) — PlayStation 4, PlayStation 5, Windows
- Marvel’s Spider-Man 2 (2023) — PlayStation 5, Windows
- Marvel’s Venom (TBA)[11][12] — PlayStation 5
- Marvel’s Wolverine (TBA)[11][12] — PlayStation 5
- Marvel’s Spider-Man 3 (TBA)[11][12]

### Игры про Человека-паука

#### Marvel’s Spider-Man 3(TBA)
В октябре 2023 года креативный директор Брайан Интихар заявил, что потенциальная третья часть будет «довольно эпической», сравнивая игры «Spider-Man» и «Spider-Man: Miles Morales» с фильмом из кинематографической вселенной Marvel «Железный человек» 2008 года и «Marvel’s Spider-Man 2» с «Первый мститель: Противостояние» 2016 года.

### Игры про других персонажей

#### Marvel’s Wolverine(TBA)
Креативный директор Брайан Хортон и геймдизайнер Кэмерон Кристиан, которые работали над играми «Spider-Man» 2018 года и «Spider-Man: Miles Morales», участвуют в качестве руководителей разработки. Сценаристом игры выступит Уолт Уильямс, ранее работавший над игрой «Spec Ops: The Line». Анонс игры состоялся на онлайн мероприятии PlayStation Showcase 2021, где впервые разработчики продемонстрировали тизер-трейлер игры Marvel’s Wolverine совместно с «Spider Man 2».

#### Marvel’s Venom(TBA)
В октябре 2023 года сценарист Джон Пакетт и Insomniac Games обсудили возможность создания дополнительной игры с участием персонажа Венома.
19 декабря 2023 года произошла утечка материалов студии Insomniac Games, в которой упоминаются игры про Венома, Росомаху и Людей Икс.

## Другие медиа

### Музыка
Саундтреки, выпущенные к играм серии, были написаны Джоном Паэсано. Они были собраны в цифровом потоковом и физическом виниловом форматах в сотрудничестве с Mondo. Кроме того, для оригинального саундтрека Spider-Man: Miles Morales были спродюсированы три вокальных трека: «I’m Ready» Джейдена Смита, «Where We Come From» и «This is My Time» Lecrae.

### Комиксы

#### Marvel’s Spider-Man: City at War (2019)
Marvel’s Spider-Man: City at War был опубликован Marvel Comics в качестве их первой адаптации, под лейблом Gamerverse в марте 2019 года, являясь адаптацией комиксов к основной кампании Marvel’s Spider-Man, в то же время расширяя конкретные сюжетные моменты. Адаптация была написана Деннисом Хоплессом, а художественное оформление — Лукой Мареской и колористом Дэвидом Куриэлем.

#### Marvel’s Spider-Man: Velocity (2019)
Marvel’s Spider-Man: Velocity, опубликованный чуть позже в 2019 году, изображает оригинальное повествование, разворачивающееся в рамках продолжения игры. История разворачивается между событиями основной кампании Marvel’s Spider-Man и событиями кампании Marvel’s Spider-Man: The City That Never Sleeps, и исследует происхождение создания Паркером костюма Velocity, в дополнение к его встрече с суперзлодеем Роем и отдельному расследованию, проведенному Мэри Джейн Уотсон и её коллегой из Daily Bugle Беном Уричем в отношении Хейли Харви, иначе прозванной Демоном Скорости.

#### Marvel’s Spider-Man: The Black Cat Strikes (2020)
Marvel’s Spider-Man: The Black Cat Strikes, вышедший в 2020 году, представляет собой ограниченную серию, адаптирующую события кампании Marvel’s Spider-Man: The City That Never Sleeps, состоящей из трех частей с загружаемым контентом (DLC). Деннис и Лука вновь исполняют свои обязанности автора рассказов и художника соответственно. В дополнение к прямой адаптации событий из повествования игры, история дополнительно расширяет отношения и историю Питера Паркера и Фелиции Харди с помощью сценариев, не описанных в главах DLC.

### Новеллы

#### Marvel’s Spider-Man: Hostile Takeover (2018)
Книга Marvel «Marvel’s Spider-Man: Hostile Takeover» была написана Дэвидом Лиссом и опубликована издательством Titan Books 21 августа 2018 года. Это роман-приквел, охватывающий события перед основной кампанией Marvel «Spider-man», в котором подробно описываются продолжающиеся усилия Питера Паркера по разоблачению деятельности бизнесмена Уилсона Фиска как главаря преступной группировки, его встреча с двойником-линчевателем Кровавым Пауком и его конфронтация с суррогатной племянницей Фиска и нападавшей Майей Лопес / Эхо, которая убеждена Фиском в том, что Человек-паук убил её отца.

#### Marvel’s Spider-Man: Miles Morales — Wings of Fury (2020)
Книга Marvel «Marvel’s Spider-Man: Miles Morales — Wings of Fury» была написана Бритни Моррис и опубликована издательством Titan Books 10 ноября 2020 года. Это роман-приквел, действие которого происходит между событиями DLC Marvel’s Spider-Man: Город, который никогда не спит (2018) и Marvel’s Spider-Man: Майлз Моралес (2020). История рассказывает о раннем сотрудничестве Моралеса с Питером Паркером /Человеком-пауком, когда два линчевателя отправились задерживать Адриана Тумса/ Стервятника, который сбежал и объединился со своей дочерью Тианой Тумс, выступив под псевдонимом «Старлинг».

### Арт-буки

#### Marvel’s Spider-Man: The Art of the Game (2018)
Книга Marvel «Человек-паук: The Art of the Game» была опубликована издательством Titan Books 11 сентября 2018 года. Написанный Полом Дэвисом, книга объединяет многочисленные концепт-арты и рендеры основного актёрского состава игры, а также различные элементы, такие как локации, костюмы и технические средства, в сочетании с дополнительной информацией о творческом процессе игры от разработчиков, художников и дизайнеров, которые работали над игрой.

#### Marvel’s Spider-Man: Miles Morales — The Art of the Game (2021)
Книга Marvel «Marvel’s Spider-Man: Miles Morales — The Art of the Game», автором которой является Мэтт Ральфс, была опубликована издательством Titan Books 23 февраля 2021 года. В книге собраны концептуальные иллюстрации и различные внутриигровые рендеринги персонажей, технологий, локаций, гаджетов и костюмов со всего периода разработки игры.

## Появления в других медиа

#### Интеграция в мультивселенную Marvel Comics
Питер Паркер от Insomniac появился в кроссовере «Spider-Geddon» (2018), продолжении сюжетной линии 2014 года «Spider-Verse», написанной Кристосом Гейджем и опубликованной Marvel Comics 26 сентября 2018 года, после дебютного появления персонажа в Marvel’s Spider-Man. В нём было установлено, что события игры происходят во вселенной «Земля-1048» в рамках более крупной Мультивселенной Marvel. По сюжету Паркер объединяет силы с превосходной армией пауков во главе с Отто Октавиусом / Превосходным Человеком-Пауком, чтобы сразиться с недавно освобожденными Наследниками и предотвратить гибель всех Людей-Пауков по всей мультивселенной. История Паука-Геддона разворачивается после событий игры, а также представляет вселенскую версию Тарантула.

#### Фильм
Усовершенствованный костюм Паркера из фильма Marvel «Человек-паук» изображен в «Логове паука» среди череды альтернативных костюмов, которые носил Питер Паркер из реальности Майлза Моралеса в анимационном фильме «Человек-паук: Через вселенные» (2018).

#### Видеоигры
- Marvel’s Iron Man VR (2020), который также был опубликован Sony Interactive Entertainment, имеет многочисленные неявные связи с событиями в Marvel’s Spider-Man, что предполагает попытку разделить преемственность между играми. Одно из таких потенциальных упоминаний можно услышать, когда Железный человек описывает Нормана Осборна как находящегося на «тонком льду» после противоречивых событий в Нью-Йорке, которые, как подразумевается в более поздней газетной статье, были связаны с генной терапией, результатом которой является инцидент с дыханием дьявола, увиденный в фильме Marvel «Spider Man»[38]. Oscorp также можно увидеть в игре, а загрузочные экраны подробно описывают историю компании, поскольку она была основана Норманом Осборном и Отто Октавиусом (что соответствует происхождению OsCorp в Marvel’s Spider-Man). Режиссёр Райан Пейтон позже заявил, что, несмотря на намерение разработчика рассказать отдельное повествование, «определенно есть возможности связать миры», и он надеялся, что две игры смогут поделиться некоторыми отсылками друг к другу[39].
- Серия Marvel’s Spider-Man, среди других игр, разработанных Insomniac Games, упоминалась в Astro's Playroom (2020), игре для PlayStation 5, выпущенной при запуске консоли, в которой содержались многочисленные намеки на различные франшизы, опубликованные на консолях PlayStation или эксклюзивные для них. При входе в область пещер кэширования и повороте на юго-восток от ударных стен ведет в комнату с Астроботом, свисающим вниз головой с паутины на потолке, отсылая к позе, обычно ассоциируемой с персонажем[40].